# Мазандаран
Мазандаран (на персийски: مازندران) е един от останите (провинции) в Иран. Намира се в северната част на страната, между Каспийско море и планинската верига Алборз. Заема площ 23 842 km2. Населението наброява около 3 млн. души, 55% от които живеят в градовете на остана. Етническият състав на населението включва основно мазандаранци, гилянци и персийци. Административният център на провинцията е град Сари.

## История
В Мазандаран съществува процъфтяваща цивилизация от началото на първото хилядолетие преди Христа. Регионът е завладян от арабите в началото на 8 век и е последният в Иран, приел исляма. Монголските нашествия са през 13 и 14 век.
Територията на остана е известна също като Табаристан. Това име се въвежда от арабите и се използва до възцаряването на династията на Селджуките.
През 1723 г. по силата на сключен договор между Руската империя и Иран провинцията за кратко време принадлежи на Русия.

## Административно деление
Всеки остан в Иран се дели на шахрестани, които се състоят от бахши, те на свой ред съдържат най-малките административни единици – дехестани. Административният център на шахрестан е град, който носи името на шахрестана. Мазандаран е разделен на 22 шахрестана. Административният център на провинцията е град Сари. Келардащ е бивш бахш на шахрестан Чалус, придобива статут
на шахрестан през 2012 г. Савадкух-е Шомали се отделя административно от шахрестан Савадкух и придобива статут на самостоятелен шахрестан през 2013 г., граничи на север с шахрестан Гаемшахр.
| Карта на Мазандаран | Шахрестан |
| ------------------- | --- |
|                     | 1. Галугах 2. Бехшахр 3. Нека 4. Миандоруд 5. Сари 6. Джуйбар 7. Симорг 8. Гаемшахр 9. Баболсар 10. Ферейдункенар 11. Махмудабад 12. Савадкух 13. Амол 14. Бабол 15. Нур 16. Ноушахр 17. Чалус 18. Абасабад 19. Тонекабон 20. Рамсар 21. Келардащ 22. Савадкух-е Шомали |

## География
Мазандаран е разположен в северен Иран и заема площ 23 842 km2. На север е ограден от Каспийско море, на юг от планинската верига Алборз. Граничи на изток с остан Голестан, на югоизток със Семнан, на юг с останите Техеран и Алборз, на югозапад с Казвин, на северозапад с Гилян.
Високите планини на Алборз спират влажните въздушни потоци от Каспийско море, в резултат на което, за разлика от по-голямата част на Иран, Мазандаран е богат на водни ресурси. Изобилните снеговалежи в планините, които продължават до средата на лятото, осигуряват вода за многобройните реки и потоци, повечето от които са с целогодишен дебит. По-големите реки, вливащи се в Каспийско море, са Хараз, Чалус, Таджан, Баболруд, Телар, Чешме Киле. Язовирите, изградени на някои от тях, се използват за поливни цели, за развъждане на риба, за водоснабдяване на население. Язовирът Лар в шахрестан Амол се използва за водоснабдяване на Техеран.
На територията на остана се намират много минерални извори, езера, блатисти области.
Климатът на остана е разнообразен. Той е мек субтропичен на Каспийското крайбрежие и умерен в ниските части на планините. В районите с надморска височина 1500 – 3000 m зимите са дълги и студени, а летата кратки и меки.
Флората на Мазендаран е от субтропичен вид. В подножията на Алборз и в планините има широка ивица от смесени гори, известни с името Хирканиански гори. Те са хабитат за персийски леопард, рис, кафява мечка, дива свиня, вълк, тръстикова котка и др. Разпространени са водоплаващи и блатни птици – различни видове гъски, ибис, розово фламинго. Регионът е място за почивка на прелетните птици при тяхната миграция от Русия към Африка.

## Население
Съгласно националното преброяване през 2011 г. населението на провинцията е 3 073 943 души, от които 1 682 152 души живеят в градовете, 73,6 % са на възраст между 15 и 64 години, 6,7% са над 65 години и 19,6% са под 15 години. Средният годишен прираст на населението между 2006 и 2011 г. е 1,2%, а плътността е 129 души/km2. Грамотността на населението на Мазандаран е 85,70% (възрастова група над 6 г.).
Коренното население на остана са каспийските народи – мазандаранци и гилянци. В остана се говори на няколко езика от иранската група – мазандерански, гилянски и персийски. Етническите малцинства са грузинци, арменци, туркмени и други.

## Икономика
Доминиращият отрасъл на икономиката е селското стопанство. Отглеждат се зърнени култури, тютюн, памук, маслодайни култури, чай, плодове и зеленчуци, има рибни стопанства, добива се дървесина. Селскостопанската продукция е суровина за предприятия от хранително-вкусовата промишленост.
В Мазандаран се намират предприятия за дървообработка и производство на хартия, електротехническа компания, автомобилни предприятия, металургичен завод. В град Нека се намират петролен терминал и корабостроителница. В градовете Ноушахр и Амирабад са създадени свободни икономически зони.
Провинцията има развити транспортни връзки с останалата част на страната. В градовете Сари, Ноушахр и Рамсар има летища. Мазандаран е включен в железопътната мрежа на Иран. През него минават три основни автомобилни пътя – Хараз (път 77), свързващ Амол с Рудехен в провинция Техеран; Кандован (път 59), свързващ Чалус с Карадж, столица на провинция Алборз; Фирузкух (път 79), свързващ Гаемшахр с Рудехен.

## Образование
- Университет за медицински науки Бабол
- Университет Шомал (Северен университет)
- Мазандарански университет за медицински науки
- Мазандарански университет
- Университет за науки и технологии Бехшахр
- Ислямски свободен университет на Нека
- Ислямски свободен университет на Сари
- Ислямски свободен университет на Тонекабон
- Ислямски свободен университет на Бабол
- Ислямски свободен университет на Амол
- Университет за военноморски науки Имам Хомейни

## Забележителности
Провинцията е богата на природни и исторически забележителности. Във всеки шахрестан има паметници на архитектурата, старинни джамии, гробници, крепости. В град Бехшахр се намира включената в списъка за световното културно и природно наследство на ЮНЕСКО градината Абасабад от епохата на Сефевидите. В град Бабол има музей и руини на двореца на Сефевидите. Сред инженерните забележителности на остана са мостовете Вереск в шахрестан Савадкух и Даваздах Чешме през река Хараз в шахрестан Амол. За любителите на природата тук има много защитени паркове, естествени езера, пещери, горещи минерални извори, красиви водопади.
- Руини на крепост Баладех
- Музей в Бабол
- Пещера Хоту, шахрестан Бехшахр
- Гробница на Хейдар Амули, град Амол
- Мавзолей на Имамзаде Гасем, град Амол
- Езеро Мияншех, шахрестан Сари